# Estação Châtillon - Montrouge
Châtillon – Montrouge é uma estação da Linha 13 do Metrô de Paris, no limite das comunas de Châtillon, Montrouge, Bagneux e Malakoff, no departamento de Hauts-de-Seine.

## História
A estação foi aberta em 9 de novembro de 1976.
Desde junho de 2008, a reversão automática de trens está em operação nesta estação. Este desenvolvimento necessitou a instalação de portas de plataforma nas plataformas, a fim de evitar quedas na pista, na ausência de um condutor na cabine durante a operação. É a primeira estação do Metrô de Paris equipada com portas de plataforma, com exceção das estações das linhas automatizadas 1 e 14.
Em 2011, 6 540 563 passageiros entraram nesta estação. Ela viu entrar 7 124 158 passageiros em 2015, o que a coloca na 37ª posição das estações de metrô por sua frequência.

## Acessos
Uma passagem transversal, perpendicular ao eixo das vias férreas, permite dar acesso às plataformas a partir da allée Bernard-Jussieu em Châtillon, a oeste, ou depois da avenue Marx-Dormoy abrangendo os territórios de Bagneux e de Montrouge, a leste.